# Herb powiatu jarocińskiego
Herb powiatu jarocińskiego – jeden z symboli powiatu jarocińskiego, autorstwa Jerzego Bąka.

## Wygląd i symbolika
Herb przedstawia na tarczy w polu czerwonym uszczerbionego orła wielkopolskiego nad uszczerbionym herbem Jarocina, cztery cegły symbolizują cztery gminy powiatu. 